# George Wyner
George Wyner, född 20 oktober 1945 i Boston, Massachusetts, är en amerikansk skådespelare.

## Rollista i urval
- 1973 – Långt farväl
- 1975–1977 – Rockford tar över (TV-serie) (4 avsnitt)
- 1976 – Alla presidentens män
- 1976 – Björnligan
- 1981 – Nero Wolfe, privatdetektiv (TV-serie) (14 avsnitt)
- 1982 – Berusad av framgång
- 1982–1985 – Matt Houston (TV-serie) (19 avsnitt)
- 1982–1987 – Spanarna på Hill Street (TV-serie) (57 avsnitt)
- 1983 – Att vara eller inte vara eller Det våras för Hamlet
- 1985 – Fletch
- 1987 – Det våras för rymden
- 1989 – Fletch är tillbaka
- 1997 – Djävulens advokat
- 2001 – American Pie 2
- 2009 – A Serious Man
- 2022 – Loot (TV-serie) (1 avsnitt)
- 2024 – Station 19 (TV-serie) (1 avsnitt)